# Leopoldo Piccardi
Leopoldo Piccardi (Ventimiglia, 12 giugno 1899 – Roma, 18 aprile 1974) è stato un politico italiano.

## Biografia
Nel 1918, come sottotenente di complemento, prese parte alla prima guerra mondiale. Quindi partecipò all'impresa di Fiume con D'Annunzio. Dopo aver vinto nel 1922 il concorso in magistratura, entrò come referendario al Consiglio di Stato nel 1930, e Consigliere di Stato nel 1934.

### Incarichi principali
Dopo il 25 luglio 1943, fu ministro delle Corporazioni (commercio e industria) nel I Governo Badoglio; in questo ruolo propose la nomina a commissari straordinari delle confederazioni sindacali di Bruno Buozzi, Guido De Ruggiero, Giuseppe Di Vittorio, Achille Grandi, Oreste Lizzadri, Gioacchino Quarello, Giovanni Roveda, Ezio Vanoni. Fu quindi nominato nel 1944 commissario straordinario dell'IRI. Nel 1946 fu collocato a riposo dal Consiglio di Stato.
Nel 1953 Piccardi aderì a Unità Popolare, un movimento liberal socialista sorto per vanificare il tentativo della Democrazia Cristiana, con l'approvazione della cosiddetta legge truffa, di assicurarsi la maggioranza assoluta nei due rami del Parlamento grazie a un premio di maggioranza. Unità Popolare si presentò alle elezioni politiche del 7 giugno 1953, ottenendo un risultato modesto (e nessun seggio) ma sufficiente ad impedire ai partiti della coalizione governativa il raggiungimento del quorum del premio di maggioranza. 
Il 28 novembre 1954 Piccardi fu eletto nel Comitato esecutivo del movimento, insieme a Tristano Codignola, Ferruccio Parri, Paolo Vittorelli e Oliviero Zuccarini. Tuttavia, alle elezioni regionali siciliane del 1955, "Unità Popolare" invitò a votare il Partito Socialista Italiano; ciò rese imbarazzante la permanenza nel partito di Piccardi e della corrente liberaldemocratica. Nel corso dei lavori del Comitato centrale (Roma, 18 dicembre 1955), Piccardi e il suo gruppo esposero le ragioni per cui si sarebbero distaccati dal movimento. 
Nel corso del 1955 Piccardi aveva partecipato ad alcuni incontri organizzati dagli Amici del Mondo, e compose un Comitato esecutivo incaricato di formare un nuovo partito di area liberaldemocratica, che fu costituito il 5 febbraio 1956, con il nome di Partito Radicale.  Successivamente, ed in tempi diversi, anche Parri ed Arrigo Olivetti (un liberale tra i fondatori de Il Mondo e, in seguito, del Centro Pannunzio, nonché cognato del più conosciuto Adriano Olivetti) passarono da Unità Popolare al Partito Radicale.
Il 28 febbraio 1959 Piccardi fu eletto alla segreteria, insieme a Francesco Libonati, Arrigo Olivetti ed Eugenio Scalfari. Il 6 novembre 1960 fu eletto consigliere comunale di Roma.

### Il "caso Piccardi"
Nel 1961 lo storico Renzo De Felice, nella sua opera Storia degli ebrei italiani sotto il fascismo, rivelò che Piccardi, in qualità di consigliere di stato, aveva partecipato nel 1938 e 1939 a due convegni giuridici italo-tedeschi sul tema "Razza e diritto", destinati ad essere il luogo dell'elaborazione teorica delle leggi razziali. Nel dicembre 1961 Mario Pannunzio ed altri "Amici del Mondo" condannarono Piccardi, chiedendone le dimissioni dal Partito Radicale, mentre gli furono solidali Ernesto Rossi, che aveva sulle spalle anni di collaborazione con "l'amico del Mondo", e Ferruccio Parri. La segreteria e la direzione del Partito si dimisero; per alcuni mesi si protrassero le contrapposizioni, e il Partito Radicale sostanzialmente si disfece.
Nell'ottobre 1962 Piccardi, insieme ad altri esponenti radicali, chiese lo scioglimento del partito e la confluenza nel PSI, ma i contrasti interni lo spinsero alle dimissioni.